# Кіара Паркер
Кіара Паркер (англ. Kiara Parker; нар. 28 жовтня 1996) — американська легкоатлетка, яка спеціалізується в спринті.
На чемпіонаті світу-2019 здобула «бронзу» в естафеті 4×100 метрів.